# 高仁镇新石器遗址
高仁镇新石器遗址，位于宁夏回族自治区石嘴山市平罗县，是中华人民共和国宁夏回族自治区文物保护单位之一。
1988年，授予宁夏回族自治区文物保护单位，是一座古遗址。